# Архипелаг (фрегат)
«Архипелаг» — парусный 30-пушечный фрегат Балтийского, а затем Черноморского флота Российской империи, принимавший участие в Первой Архипелагской экспедиции.

## Описание судна
Парусный фрегат с деревянным корпусов. Вооружение фрегата состояло из 30 орудий.

## История службы
Фрегат «Архипелаг» был переоборудован во из захваченного греческими корсарами в 1770 году в Архипелаге судна. После переоборудования был включён в состав Балтийского флота России.
Принимал участие в Первой Архипелагской экспедиции. 5 ноября 1771 года при выходе русской эскадры из Митиленской бухты вместе с фрегатом «Санторин» сел на мель. При содействии оставленных для оказания помощи фрегата «Северный Орёл» и пакетбота «Почтальон» был снят с мели. Фрегат «Санторин» из-за полученных повреждений снять с мели не удалось, останки отнесенного к берегу и разбитого волнами фрегата были сожжены турками, а большая часть экипажа, за исключением больных и раненых, которых успели доставить на «Архипелаг», взята в плен.
После Архипелагской экспедиции вошёл в состав Черноморского флота. C 29 марта по 18 мая 1775 года транспортировал арнаутов (албанцев), желавших переселиться в Россию, из Аузы в Керчь. В 1779 году был переведён из Керчи в Херсон.
Возвращаясь в Россию под торговым флагом с товарами компании купца Володимирова, вечером 15 октября 1782 года сел на мель у острова Ада. Помощь была получена только на четвёртый день, но спасти фрегат не удалось. Утром 20 октября команда покинула наполненное водой судно, а фрегат разбит волнами.

## Командиры
Командирами фрегата «Архипелаг» в составе российского императорского флота в разное время служили:
- М. Мельников (1771—1775 годы);
- И. Л. Воронов (1776 год);
- И. Н. Сумароков (1777 год);
- Я. И. Лавров (1778—1779 годы и в 1781 году).